# Janek Tombak
Janek Tombak (født 22. juli 1976 i Põltsamaa) er en estisk tidligere professionel cykelrytter.
I 2004 vandt Tombak "kongeetapen" i Post Danmark Rundt, og blev den første i løbets historie til at vinde på Kiddesvej i Vejle.